# ضمرة بن سعيد المازني
ضمرة بن سعيد المازني بن أبي حتة عمرو بن غزية بن عمرو بن عطية بن خنساء بن مبذول الأنصارى المازنى المدني، تابعي، وراوي حديث نبوي، من الثقات، من أهل المدينة المنورة.

## روايته للحديث النبوي
- روى عن: أبان بن عثمان بن عفان، وأنس بن مالك، وعمه الحجاج بن عمرو بن غزية المازني، وله صحبة، وأبي سعيد الخدري، وعبيد الله بن عبد الله بن عتبة، ونملة بن أبي نملة الأنصاري، وأبي بشير المازني.
- روى عنه: زياد بن سعد، وسفيان بن عيينة، والضحاك بن عثمان الحزامي، وأبو أويس عبد الله بن عبد الله المدني، وعبد الله بن نوح الحارثي، وعمر بن صالح المدني، وفليح بن سليمان، ومالك بن أنس، وابنه موسى بن ضمرة بن سعيد المازني.[1][2]
- الجرح والتعديل: وثّقه أبو حاتم الرازي وأحمد بن حنبل ويحيى بن معين، ذكره ابن حبان في كتاب الثقات، روى له الجماعة سوى محمد بن إسماعيل البخاري.[3]

## وصلات خارجية
- التمهيد لما في الموطأ من المعاني والأسانيد، باب الضاد، ضمرة بن سعيد المازني.